# 美国地方政府
美國大多數州及領地至少有兩級地方政府：縣和自治體。 不過路易斯安那州使用“堂區（Parishes）”而阿拉斯加州則使用“自治市鎮（Borough）”來表示美國普查局在這些州對縣級行政區的稱呼。美國大部分位於東北部或中西部的20個州則使用“行政鎮區（Civil Township）”來稱呼縣所下轄的次級行政區。
人口中心地區可分為多種類型的法團市鎮，這包括市、鎮、區和村等。這些市政實體的類型和性質因州而異。除了這些一般地方政府外，各州還可以設立特殊目的地方政府。 根據州的不同，地方政府可以根據自己的章程或一般法運作，或者一個州可能同時擁有特許地方政府和一般法地方政府。一般來說，在同時擁有特許地方政府和普通法地方政府的州，特許地方政府擁有更多的地方自治權。 市通常隸屬於縣政府，但也有一些例外。例如，某些城市已與其縣政府合併為市縣合一行政體。在弗吉尼亞州，市完全獨立於它們所屬的縣。而在另一些州，特別是在新英格蘭，鎮是州級以下地方政府的主要單位，因此在某些情況下完全消除了對縣政府的需要。許多農村地區乃至許多州的一些郊區都沒有縣級以下的市級政府。
除了縣和市之外，各州還經常設立特殊目的機構，例如學區、消防區、污水處理服務區、公共交通區、公共圖書館和公園、森林或水資源管理區及保護區。此類特殊目的區可能涵蓋多個市或縣的區域。根據美國普查局2012年收集的數據，美國共有89,004個地方政府單位。同時該數據顯示，自2007年上次地方政府人口普查以來，地方政府單位從89,476個有所下降。
美國五個有永久人口居住的領地也被逐個細分了次級行政區劃。波多黎各有78個市鎮；北馬裡亞納群島有4個市鎮。 而關島設有“村”；美屬維爾京群島設有“區”；美屬薩摩亞則設有“區和無建制環礁”。
每個印第安保留地也都以各種方式進行細分。納瓦霍國設有“管理局（Agency）”和“會堂（Chapter House）”；而黑腳國則設有“社區（Community）”。

## 建制歷史

費城市鎮議會於約1800年至1809年期間內所召開會議時製訂的市鎮監管規則和命令。

當歐洲人在17世紀開始殖民北美大陸的時候，歐洲諸國政府在最初並未對此有任何限制。此時北美許多定居點都是從股份制或股份制商業企業的形式開始的。雖然英國國王在技術上擁有主權，但在大多數情況下，“完全的政府權力屬於公司本身”。 定居者必須自謀生路；緊湊型城鎮以合法公司的形式湧現，被稱為“純粹民主”：
|                                | 由於需要防範印第安人和野生動物並且希望參加同一個教堂，人們定居在小型、緊湊的社區或鄉鎮，他們稱之為城鎮。該鎮是一個合法的公司，也是一個政治單位，並在地方議會擁有代表。這是一種最純粹的民主。成年男性每年都會在鎮上舉行幾次會議，討論公共問題、徵收稅收、制定地方法律和選舉官員。當選官員被稱為“市政委員”，人數為三到九人，負責公共事務的全面管理；他們包括鎮法庭書記、財務主管、警察、評估員和濟貧員。 直到今天，鎮政府在很大程度上依然於新英格蘭的一些地區繼續存在。 |
| ——亨利·威廉·埃爾森（Henry William Elson writing），1904年 | |

殖民地地方政府實施“有產者投票”，因此沒有真正意義上的普選權。 1629年，由約翰·溫斯羅普領導的一群清教徒創建了馬薩諸塞灣殖民地，他們認為該事業實體將“立足於新世界，而不是倫敦。” 自治的概念逐漸被殖民地所接受，儘管它並非沒有被質疑；1670年代，貿易與墾殖眾卿（負責管理殖民地商業貿易的皇家委員會）試圖廢除《馬薩諸塞灣憲章》，但到1691年，新英格蘭殖民地重新組建了以前的政府。
投票很早就被確立為先例；事實上，詹姆斯敦定居者做的第一件事就是進行選舉。 通常，選民是21歲及以上被稱為“財產所有者”的白人男性，但有時限制更大；實際上，能夠參加選舉的人很少。 儘管有一些例外，但絕大多數的婦女被禁止投票；非裔美國人則被完全排除在外。 殖民者從不認為自己是屈服於倫敦當局的，而是與之有著鬆散的聯繫。 代議制政府在各個殖民地自發產生，並在殖民時期得到後來的憲章的承認和批准。 但殖民地議會通過的法案很少，也沒有開展太多事務，且處理的問題範圍很窄。立法會議持續數週（有時更長），大多數立法者不能長時間忽視工作；因此，較富有的人往往在地方立法機構中占主導地位。 公職人員往往出於責任感和威望而服務，而不是為了經濟利益。
|                   | 候選人的競選活動與今天不同。沒有大眾媒體或廣告。候選人親自與選民交談，遊走在過度熟悉和疏離之間。未來的公職人員預計將在選舉日參加投票，並特意向所有選民致意。未能出現或未能對所有人保持文明態度可能會造成災難性的後果。在某些地區，候選人為選民提供食物和飲料，不偏不倚地向反對者和支持者提供“款待”。 |
| ——埃德·克魯斯（Ed Crews） | |

稅收通常以不動產為基礎，因為它固定在適當的地方並清晰可見且其價值通常是眾所周知的，而且收入可以分配給不動產所在的政府單位。
美國獨立戰爭後，境內幾乎所有的自治體政府都由選舉產生的市政委員會進行管理，同時州政府也開始頒佈實施市鎮特許狀。 到了19世紀，許多自治體獲得了州政府的特許，並在技術上成為了市法團。 鎮、縣政府和市議會共同承擔了大部分決策責任，但各州的具體情況又各不相同。 隨著美國國土面積和管理復雜性的增長，商業監管、稅收、環境監管等問題的決策權轉移到州政府和中央政府，而地方政府保留對區劃問題、物業稅稅和公園等問題的控制權。據稱，“區劃”的概念起源於1920年代的美國。當時州法律賦予某些鎮或其他地方管理機構決定如何使用土地的權力； 典型的區劃條例有一塊土地的地圖並附有一份聲明以說明如何使用該土地、如何佈置建築物等等。 美國最高法院在“歐幾里德村訴安布勒地產公司案”中維護了區劃的合法性。

## 組織類型
《美國憲法》第十修正案使得地方政府成為州而非聯邦法律管轄的範圍；但是華盛頓哥倫比亞特區及領地屬於特例。因此，各州採用了各種各樣的地方政府制度。美國普查局每五年進行一次政府普查，編制有關政府組織、公共就業和政府財政的統計數據。政府普查中確定的地方政府類別是了解美國地方政府的便捷基礎，其分類包括：
- 縣級政府
- 鎮級政府
- 自治體政府
- 特殊目的地方政府

### 縣級政府
縣政府是州憲法和法規授權的地方政府。縣和縣級單位構成州的一級行政區劃。不過，路易斯安那州的縣稱為“堂區（Parishes）”，而阿拉斯加州的縣稱為“自治市鎮（Borough）”。
出於行政目的，所有州都分為縣或相當於縣的單位，但並非所有縣或相當於縣的單位都有一個有組織的縣政府。康涅狄格州和羅德島州以及馬薩諸塞州部分地區的縣政府已被取消。阿拉斯加州的非建制自治市鎮也不由縣級政府管轄。
各州之間縣的具體政府權力差異很大。在一些州，主要是新英格蘭，它們主要用作司法區。而在其他州，縣在住房、教育、交通和娛樂方面擁有廣泛的權力。在沒有縣政府的地區，其服務由下級鎮或自治體政府或州提供。
縣可能包含許多城市、鄉鎮、村莊或村落。 包括費城、檀香山、舊金山、納什維爾和丹佛在內的一些城市是市縣合一。其中市和縣已合併為一個統一的、共同管轄的管轄區；也就是說，這些縣完全成為由一個單一的管轄區組成的自治體，其市政府同時兼任縣政府。 一些縣，例如弗吉尼亞州的阿靈頓縣就沒有任何額外的分區。有些州包含不屬於任何縣的獨立市；雖然它可能仍然像市縣合一那樣運作，但獨立市在法律上與任何縣分開。有些自治體含多個縣；紐約市獨特地分為五個行政區，每個行政區與一個縣相對應。

## 原住民區
美国的原住民地区称作印第安保留地，属于一种特殊的地方行政规划。这些印第安保留地很多使用Nation来称呼自己的政府，但这个nation更多指的是民族而不是国家。美国的印第安保留地绝大多数位于密西西比河以西各州，虽然他们的领土名义上属于各个州的边界，但印第安保留地实际上在州政府控制之外运作。 保留地通常由选举产生的部落理事会控制，该理事会提供当地服务，一些保留地有自己确定的分区。同时印第安保留地的一些事务和权限也归美国的印第安事务部管理。

## 統計數據
美國普查局依據《美國法典》第13編第161節之規定每五年對美國所有地方政府進行一次普查。
| 政府類別 | 政府數量 |
| --- | -------- |
| 聯邦政府 | 1        |
| 州級政府 | 50       |
| 縣級政府 | 3,034    |
| 自治體政府 （含市、鎮、村等☆。） | 19,429   |
| 鎮級政府 （部分州的稱呼有所不同△。） | 16,504   |
| 學區政府 | 13,506   |
| 特區政府 （如：市政公共事業區、消防區、警區、圖書館等。）                                                                                              | 35,052   |
| 總計 | 87,576   |
| 註解： ☆自治體可指任何有建制的地區，例如：市、鎮、區和村等。 △新英格蘭地區的“城鎮”及紐約州和威斯康辛州的“鎮（Town）”都被美國普查局視為“行政鎮”等級的地區。 |          |

## 市府列表
| 排名                              | 城市名         | 市府類型     | 市議會                     | 市議會     | 市議會         | 市議會   | 人口總數 （估值） | 議員代表 人口數 （平均值） |
| 排名                              | 城市名         | 市府類型     | 議會名                     | 分區議席數 | 不分區議席數   | 總議席數 | 人口總數 （估值） | 議員代表 人口數 （平均值） |
| --------------------------------- | -------------- | ------------ | -------------------------- | ---------- | -------------- | -------- | ----------------- | -------------------------- |
| 1                                 | 紐約市         | 市長—議會制  | 紐約市議會                 | 51         | —              | 51       | 8,253,213         | 161,828                    |
| 2                                 | 洛杉磯市       | 市長—議會制  | 洛杉磯市議會               | 15         | —              | 15       | 3,970,219         | 264,681                    |
| 3                                 | 芝加哥         | 市長—議會制  | 芝加哥市議會               | 50         | —              | 50       | 2,677,643         | 53,523                     |
| 4                                 | 休斯敦         | 市長—議會制  | 休斯敦市議會               | 11         | 5              | 16       | 2,316,120         | 144,758                    |
| 5                                 | 鳳凰城         | 議會—經理制  | 鳳凰城市議會               | 8          | 1（市長兼任）  | 9        | 1,708,127         | 189,791                    |
| 6                                 | 費城           | 市長—議會制  | 費城市議會                 | 10         | 7              | 17       | 1,578,487         | 92,852                     |
| 7                                 | 聖安東尼奧     | 議會—經理制  | 聖安東尼奧市議會           | 10         | 1（市長兼任）  | 11       | 1,567,118         | 142,465                    |
| 8                                 | 聖迭戈         | 市長—議會制  | 聖迭戈市議會               | 9          | —              | 9        | 1,422,420         | 158,047                    |
| 9                                 | 達拉斯         | 議會—經理制  | 達拉斯市議會               | 14         | 1（市長兼任）  | 15       | 1,343,266         | 89,551                     |
| 10                                | 聖荷西         | 議會—經理制  | 聖荷西市議會               | 10         | 1（市長兼任）  | 11       | 1,013,616         | 92,147                     |
| 11                                | 奧斯汀         | 議會—經理制  | 奧斯汀市議會               | 10         | 1（市長兼任）  | 11       | 995,484           | 90,499                     |
| 12                                | 沃斯堡         | 議會—經理制  | 沃斯堡市議會               | 8          | 1（市長兼任）  | 9        | 927,720           | 103,080                    |
| 13                                | 傑克遜維爾     | 市長—議會制  | 傑克遜維爾市議會           | 14         | 5              | 19       | 920,570           | 48,451                     |
| 14                                | 哥倫布         | 市長—議會制  | 哥倫布市議會               | —          | 7              | 7        | 903,852           | 129,122                    |
| 15                                | 夏洛特         | 議會—經理制  | 夏洛特市議會               | 7          | 5（市長＋4）   | 12       | 900,350           | 75,029                     |
| 16                                | 印第安納波利斯 | 市長—議會制  | 印第安納波利斯市縣合一議會 | 25         | —              | 25       | 877,903           | 35,116                     |
| 17                                | 舊金山         | 市長—議會制  | 舊金山參事委員會           | 11         | —              | 11       | 866,606           | 78,782                     |
| 18                                | 西雅圖         | 市長—議會制  | 西雅圖市議會               | 7          | 2              | 9        | 769,714           | 85,524                     |
| 19                                | 丹佛           | 市長—議會制  | 丹佛市議會                 | 11         | 2              | 13       | 735,538           | 56,580                     |
| 20                                | 華盛頓特區     | 不適用☆      | 哥倫比亞特區議會           | 8          | 5              | 13       | 712,816           | 54,832                     |
| 21                                | 波士頓         | 市長—議會制  | 波士頓市議會               | 9          | 4              | 13       | 691,531           | 53,195                     |
| 22                                | 埃爾帕索       | 議會—經理制  | 埃爾帕索市議會             | 8          | 1（市長兼任）  | 9        | 681,534           | 75,726                     |
| 23                                | 納什維爾       | 市長—議會制  | 納什維爾和戴維森縣都議會   | 35         | 6（副市長＋5） | 41       | 671,295           | 16,373                     |
| 24                                | 底特律         | 市長—議會制  | 底特律市議會               | 7          | 2              | 9        | 665,369           | 73,930                     |
| 25                                | 拉斯維加斯     | 議會—經理制  | 拉斯維加斯市議會           | 6          | 1（市長兼任）  | 7        | 662,368           | 94,624                     |
| 26                                | 俄克拉荷馬城   | 議會—經理制  | 俄克拉荷馬城市議會         | 8          | 1（市長兼任）  | 9        | 662,314           | 73,590                     |
| 27                                | 波特蘭         | 城市委員會制 | 波特蘭市議會               | —          | 5（市長＋4）   | 5        | 656,751           | 131,350                    |
| 28                                | 孟菲斯         | 市長—議會制  | 孟菲斯市議會               | 13         | —              | 13       | 649,705           | 49,977                     |
| 29                                | 路易維爾       | 市長—議會制  | 路易維爾都議會             | 26         | —              | 26       | 618,338           | 23,782                     |
| 30                                | 密爾沃基       | 市長—議會制  | 密爾沃基市議會             | 15         | —              | 15       | 589,067           | 39,271                     |
| 註：☆依據《哥倫比亞特區自治法》。 |                |              |                            |            |                |          |                   |                            |

### 出典
1. ↑  晓路. . ShareAmerica. 全球公共事务局（英语：Bureau of Global Public Affairs）（美国国务院）.   [2023-07-20]. （原始内容存档于2023-07-20） （中文（简体））.
2. ↑   (PDF). 美國普查局. 2005-07  [2023-07-20]. （原始内容 (PDF)存档于2006-08-31） （英语）.
3. 1 2 3 4  . 美國普查局.   [2023-07-20]. （原始内容存档于2012-12-16） （英语）.
4. ↑  . 選舉百科（英语：Ballotpedia）.   [2023-07-20]. （原始内容存档于2023-07-20） （英语）.
5. 1 2  . 美國普查局.   [2023-07-20]. （原始内容存档于2023-07-20） （英语）.
6. ↑  . Guam Visitors Bureau.   [2023-07-20]. （原始内容存档于2023-08-05） （英语）.
7. ↑  . 維爾京群島議會.   [2023-07-20]. （原始内容存档于2023-07-03） （英语）.
8. ↑  . Country Studies US.   [2023-07-20]. （原始内容存档于2023-07-20） （英语）. In all phases of colonial development, a striking feature was the lack of controlling influence by the English government. All colonies except Georgia emerged as companies of shareholders, or as feudal proprietorships stemming from charters granted by the Crown. The fact that the king had transferred his immediate sovereignty over the New World settlements to stock companies and proprietors did not, of course, mean that the colonists in America were necessarily free of outside control. Under the terms of the Virginia Company charter, for example, full governmental authority was vested in the company itself. Nevertheless, the crown expected that the company would be resident in England. Inhabitants of Virginia, then, would have no more voice in their government than if the king himself had retained absolute rule.
9. ↑  Elson, Henry William. . New York: The MacMillan Company. 1904. （原始内容存档于2002-10-06） （英语）. In methods of local government the colonies were much less uniform than in the general government. As stated in our account of Massachusetts, the old parish of England became the town in New England. ...
10. ↑  Elson, Henry William. . New York: The MacMillan Company. 1904. （原始内容存档于2002-10-06） （英语）. In no colony was universal suffrage to be found.
11. ↑  . HistoryWorld.   [2023-07-20]. （原始内容存档于2023-03-07） （英语）. In 1629 a Puritan group secures from the king a charter to trade with America, as the Massachusetts Bay Company. Led by John Winthrop, a fleet of eleven vessels sets sail for Massachusetts in 1630. The ships carry 700 settlers, 240 cows and 60 horses. Winthrop also has on board the royal charter of the company. The enterprise is to be based in the new world rather than in London. This device is used to justify a claim later passionately maintained by the new colony - that it is an independent political entity, entirely responsible for its own affairs. In 1630 Winthrop selects Boston as the site of the first settlement, and two years later the town is formally declared to be the capital of the colony.
12. 1 2  . Country Studies US.   [2023-07-20]. （原始内容存档于2023-07-20） （英语）. For their part, the colonies had never thought of themselves as subservient. Rather, they considered themselves chiefly as commonwealths or states, much like England itself, having only a loose association with the authorities in London. In one way or another, exclusive rule from the outside withered away.
13. 1 2 3 4 5 6  Ed Crews. . The Colonial Williamsburg Foundation.   [2023-07-20]. （原始内容存档于2007-06-02） （英语）.
14. ↑  Elson, Henry William. . New York: The MacMillan Company. 1904. （原始内容存档于2002-10-06） （英语）. The system of representative government was allowed, but not required, by the early charters. But after it had sprung up spontaneously in various colonies, it was recognized and ratified by the later charters, as in those of Connecticut and Rhode Island, and the second charter of Massachusetts, though it was not mentioned in the New York grant. The franchise came to be restricted by some property qualifications in all the colonies, in most by their own act, as by Virginia in 1670, or by charter, as in Massachusetts, 1691.
15. ↑  . Economic History Services. 2012-02-01  [2023-07-20]. （原始内容存档于2010-06-12） （英语）. The property tax, especially the real estate tax, was ideally suited to such a situation. Real estate had a fixed location, it was visible, and its value was generally well known. Revenue could easily be allocated to the governmental unit in which the property was located.
16. 1 2 3  . Answers.com.   [2023-07-21]. （原始内容存档于2010-09-21）. Both county governments and towns were significant, sharing responsibility for local rule. In the middle colonies and in Maryland and Virginia as well, the colonial governors granted municipal charters to the most prominent communities, endowing them with the powers and privileges of a municipal corporation. Although in some of these municipalities the governing council was elected ... By the 1790s the electorate chose the governing council in every American municipality. Moreover, the state legislatures succeeded to the sovereign prerogative of the royal governors and thenceforth granted municipal charters. During the nineteenth century, thousands of communities became municipal corporations. Irritated by the many petitions for incorporation burdening each legislative session, nineteenth-century state legislatures enacted general municipal incorporation laws that permitted communities to incorporate simply by petitioning the county authorities.
17. 1 2  Nancy Thompson. . Useful Community Development. 2021-12-15  [2023-07-21]. （原始内容存档于2023-07-21）. Zoning is a concept that originated in the United States in the 1920s. State law often gives certain townships, municipal governments, county governments, or groups of governments acting together the power to zone.
18. ↑  . 美國普查局.   [2023-07-20]. （原始内容存档于2022-06-30） （英语）.

### 文獻
- Reynolds, Osborne M.  3rd Edition. Eagan: West Publishing Company（英语：West (publisher)）. 2009. ISBN 9780314005328 （英语）.

## 延伸閱讀
- Kazin, Michael; Edwards, Rebecca; Rothman, Adam.  2nd Edition. Princeton: Princeton University Press. 2009. ISBN 9781400833566 （英语）.

- Lockner, Allyn O.  1st Edition. Bloomington: iUniverse（英语：iUniverse）. 2013. ISBN 9781462018185 （英语）.

- U.S. Advisory Commission on Intergovernmental Relations.  (PDF). U.S. Advisory Commission on Intergovernmental Relations（英语：U.S. Advisory Commission on Intergovernmental Relations）. 1993  [2023-07-20]. OCLC 27864352. （原始内容存档 (PDF)于2023-07-20） （英语）.

- Chicago Public Library. . Chicago: Chicago Public Library（英语：Chicago Public Library）. 1911. OCLC 1041782377 （英语）.

- Anzia, Sarah F. . Annual Review of Political Science (San Mateo: Annual Reviews（英语：Annual Reviews (publisher)）). 2020-11-30, 24: 133–150. ISSN 1545-1577. doi:10.1146/annurev-polisci-041719-102131 （英语）.

- Fahim, Mayraj. . The City Mayors Foundation.   [2023-07-20]. （原始内容存档于2005-09-30） （英语）.

## 外部連接
| - 美國各級政府普查數據 （页面存档备份，存于）在美國普查局網站（英文） - 2010年美國普查地理區域參考地圖 （页面存档备份，存于）在美國普查局網站（英文） - 美國歷史縣界地圖集 （页面存档备份，存于）在紐貝利圖書館網站（英文） - 美國小型社區組織 （页面存档备份，存于）（英文） | - 全美郡縣聯合會 （页面存档备份，存于）（英文） - 全美城市聯盟 （页面存档备份，存于）（英文） - 全美鄉鎮聯合會 （页面存档备份，存于）（英文） - 國際城市與郡縣管理者協會 （页面存档备份，存于）（英文） | - 美國公共工程協會 （页面存档备份，存于）（英文） - 美國郡縣工程師協會 （页面存档备份，存于）（英文） - 全美發展組織聯合會 （页面存档备份，存于）（英文） - 市政研究與服務中心 （页面存档备份，存于）（英文） |